# Bombus longipennis
Espèce
Bombus longipennis est une espèce de bourdons que l'on trouve en Chine, en Inde et au Népal.